# Луций Аврелий Кота (консул 119 пр.н.е.)
Вижте пояснителната страница за други личности с името Луций Аврелий Кота.
Луций Аврелий Кота (на латински: Lucius Aurelius Cotta) e политик на Римската република през 2 век пр.н.е. и дядо на Гай Юлий Цезар.
Произлиза от фамилията Аврелии. Жени се за Рутилия и става баща на Аврелия Кота, която се омъжва около 102 пр.н.е. за претора Гай Юлий Цезар Старши III и става майка на 3 деца: две дъщери Юлия Цезарис Старша, Юлия Цезарис Младша, и син, бъдещият диктатор Гай Юлий Цезар.
През 122 пр.н.е. Аврелий Кота е претор. През 119 пр.н.е. е избран за консул заедно с Луций Цецилий Метел Далматик. Кота иска да провали внесен закон на Гай Марий, но след заплахите от народния трибун се отказва.